# رادیو استار
رادیو استار (کره‌ای: 라디오스타; لاتین‌نویسی اصلاح‌شده: Radio Seuta) یک برنامه گفتگوی کره جنوبی است که توسط کیم گوک جین، کیم گورا، یو سه یون و آن یانگ می برگزار می‌شود. چهارشنبه ساعت ۱۰:۴۰ (کی‌اس‌تی) از ام‌بی‌سی پخش می‌شود. اولین قسمت در تاریخ ۳۰ مه ۲۰۰۷ پخش شد.